# Petr Černý
Petr Černý (* 25. dubna 1975 Praha, Československo) je bývalý český florbalový rozhodčí. Působil v letech 1993 až 2019, zejména v nejvyšší soutěži mužů v Česku. Rozhodoval také seniorská finálová utkání na Mistrovství světa.

## Rozhodcovská kariéra
Florbalovým rozhodčím byl od roku 1993. Od roku 1994 působil ve dvojici s Jiřím Janouškem. Mezinárodním rozhodčím florbalu byl od roku 1995 do roku 2016. V březnu 2018 dosáhl hranice 600 odřízených utkání v nejvyšší soutěži mužů. Ve své poslední 26. sezoně (2018/2019) Superligy mužů dosáhl počtu 626 odřízených utkání (z toho 481 základní část, 118 play-off, 27 play-down). Posledním utkáním v kariéře bylo Superfinále mužů (Florbal MB – 1. SC Vítkovice 3:4), konané dne 14. dubna 2019 v Ostravě (Ostravar aréna). V srpnu 2019 se stal florbalovým delegátem.
Celkem odřídil 25 finálových utkání české nejvyšší soutěže mužů, z toho pětkrát Superfinále (historicky první a druhé v letech 2012 a 2013, páté a šesté v letech 2016 a 2017 a osmé v roce 2019).
Jako jediní na světě společně s Jiřím Janouškem rozhodovali všechna seniorská finále mistrovství světa (finále Mistrovství světa žen 1999; finále Mistrovství mužů B-divize 2000 v Oslo; finále Mistrovství mužů C-divize 2008 v Bratislavě; finále Mistrovství mužů A-divize 2012 v Curychu; finále Mistrovství A-divize 2014 v Göteborgu). Zároveň se stali historicky prvními florbalovými rozhodčími, kteří rozhodovali finále mistrovství světa mužů dvakrát za sebou (2012 a 2014). Na svém kontě má i finále Akademického mistrovství světa mužů 2014 v Singapuru. Na mezinárodní scéně odřídil od dubna 1995 do listopadu 2016 celkem 143 utkání národních reprezentací (94× muži, 30× ženy, 17× junioři, 2× juniorky), z toho 17× odřídil vzájemný duel mužských reprezentací Švédska a Finska. Kariéru mezinárodního rozhodčího IFF ukončil 6. listopadu 2016 v Lilienthalu (Německo) utkáním mužských reprezentací Lotyšsko – Dánsko. Jeho celkový počet utkání na mezinárodní scéně (reprezentace, kluby) pořádaných IFF je 191. Na Mistrovství světa 2016 v Rize v rámci oslavy 30. výročí založení IFF obdržel stříbrné vyznamenání za přínos světovému florbalu.
Z prvních 18. ročníků ankety Českého florbalu Rozhodčí sezony má na svém kontě 16× 1. místo (Rozhodčí roku 2001 až 2005 a Rozhodčí sezony 2008/2009 až 2018/2019) a 2× 2. místo (Rozhodčí sezony 2006/2007 a 07/08). V roce 2022 byl během Superfinále vyhlášen jednou z 12 osobností první dekády Českého florbalu (1992–2000). V roce 2016 získal společně s Janouškem ocenění Mezinárodní florbalové federace IFF Service Award.

## Hráčská a funkcionářská kariéra a osobní život
Jeho kontakt s florbalem začal na podzim roku 1992, kdy se se spolužáky z Gymnázia Na Pražačce v Praze zúčastnili prvního florbalového turnaje na TJ Tatran Střešovice. Zde se seznámil s Martinem Vaculíkem (pozdějším prezidentem klubu TJ Tatran Střešovice) a zařadil se do skupiny nadšenců, kteří položili základ florbalového hnutí v Česku. Ve florbalové unii působil jako první sekretář a první předseda Komise rozhodčích. Položil základy vzdělávání rozhodčích florbalu v Česku. V letech 1995 až 2007 spolupořádal v oblasti rozhodčích florbalový turnaj Czech Open. Podílel se i na pořádání florbalového turnaje Prague Masters.
Stal se spoluzakladatelem florbalových týmů Gymnázium Na Pražačce a IBK Spoje Praha (nyní AC Sparta Praha). Jako hráč působil ve čtyřech klubech: Gymnázium Na Pražačce, IBK Spoje Praha, Mentos Praha (nyní Florbal Chodov) a Star Dust. Aktivní hráčskou seniorskou kariéru ukončil v roce 1995. Od té doby se věnuje florbalu jako rozhodčí a funkcionář. V sezoně 2005/2006 se na jednu sezonu vrátil jako hráč do veteránského týmu Star Dust, se kterým v roce 2006 získal titul Mistr ČR veteránské ligy.
V historickém kanadském bodování základní části nejvyšší mužské soutěže dosáhl celkem 12 bodů (ve 40 utkáních vstřelil 5 branek a měl 7 asistencí). Byl prvním kapitánem mužské reprezentace na florbalovém Mistrovství Evropy v roce 1994 v Helsinkách.
V současné době bydlí v Jihlavě, je ženatý a zaměstnán jako obchodní ředitel pro maloobchod a gastronomii ve společnosti Amylon, a.s.

## Účasti na ME a MS
- Mistrovství Evropy ve florbale mužů 1994, Helsinky (Finsko) – kapitán reprezentace
- Mistrovství Evropy ve florbale mužů 1995 a žen, Curych (Švýcarsko) – rozhodčí
- Mistrovství světa ve florbale mužů 1996 divize A a B, Stockholm (Švédsko) – rozhodčí
- Mistrovství světa ve florbale žen 1997, Aland (Finsko) – rozhodčí
- Mistrovství světa ve florbale mužů 1998 divize A a B, Praha, Brno (Česko) – rozhodčí
- Mistrovství světa ve florbale žen 1999, Borlange (Švédsko) – rozhodčí – finále
- Mistrovství světa ve florbale mužů 2000 divize A a B, Oslo (Norsko) – rozhodčí – finále divize B
- Mistrovství světa ve florbale žen 2007, Frederikshavn (Dánsko) – rozhodčí
- Mistrovství světa ve florbale mužů 2008 divize C, Bratislava (Slovensko) – rozhodčí – finále
- Mistrovství světa ve florbale mužů 2008 divize A a B, Praha, Ostrava (Česko) – rozhodčí
- Mistrovství světa ve florbale mužů 2012 divize A, Bern, Curych (Švýcarsko) – rozhodčí – finále
- Akademické Mistrovství světa ve florbale 2014 mužů a žen, Singapur (Singapur) – rozhodčí – finále mužů
- Mistrovství světa ve florbale mužů 2014 divize A, Göteborg (Švédsko) – rozhodčí – finále